# Euchelus
Euchelus là một chi ốc biển, là động vật thân mềm chân bụng sống ở biển trong họ [[Chilodontidae (formerly thuộc họ Trochidae]], họ ốc đụn).

## Các loài
Các loài trong chi Euchelus gồm có:
- Euchelus atratus (Gmelin, 1791)[2]
- Euchelus barbadensis Dall, 1927
- Euchelus bermudensis Moolenbeek & Faber, 1989
- Euchelus bicinctus Philippi, 1849[3]
- Euchelus eucastus Dall, 1927
- Euchelus guttarosea Dall, 1889[4]
- Euchelus hummelincki Moolenbeek & Faber, 1989
- Euchelus mysticus Pilsbry, 1889
- Euchelus pullatus Anton, 1848[5]

Species brought into synonymy
- Euchelus ampullus Tate, 1893: synonym of Vaceuchelus ampullus (Tate, 1893)
- Euchelus angulatus Pease, 1867: synonym of Vaceuchelus angulatus (Pease, 1867)
- Euchelus erythraeensis Sturany, 1903: synonym of Clanculus tonnerrei (G. Nevill & H. Nevill, 1874)
- Euchelus favosus Melvill & Standen, 1896: synonym of Vaceuchelus clathratus (A. Adams, 1853)
- Euchelus profundior tháng 5 năm 1915: synonym of Vaceuchelus profundior (May, 1915)
- Euchelus providentiae Melvill, 1909: synonym of Herpetopoma providentiae (Melvill, 1909)
- Euchelus ringens Schepman, 1908: synonym of Herpetopoma ringens (Schepman, 1908)
- Euchelus ruber: synonym of Herpetopoma rubrum (A. Adams, 1853)
- Euchelus scabriusculus A. Adams & Angas, 1867: synonym of Herpetopoma scabriusculum (A. Adams & Angas, 1867)
- Euchelus scrobiculatus (Souverbie, 1886): synonym of Vaceuchelus scrobiculatus (Souverbie, 1866)